# Флаглер (Колорадо)
Флаглер (енгл. Flagler) град је у америчкој савезној држави Колорадо.

## Демографија
По попису из 2010. године број становника је 561, што је 51 (-8,3%) становника мање него 2000. године.
| Група             | 2000.       | 2010.       |
| Белци             | 579 (94,6%) | 542 (96,6%) |
| Афроамериканци    | 0 (0,0%)    | 1 (0,2%)    |
| Азијати           | 0 (0,0%)    | 0 (0,0%)    |
| Хиспаноамериканци | 19 (3,1%)   | 15 (2,7%)   |
| Укупно            | 612         | 561         |